# 佐藤まい子
佐藤 まい子（さとう まいこ、1979年3月12日 - ）は、三重県出身のタレント。愛称は「まいまい」。
ルノンプロモーションを経て、ST BLUEに所属。2004年頃まで活動していた。

## 主な活動

### テレビ
- Pooh!（TBS系、2004年 - ） - 火曜日。
- 王様のブランチ（TBS系、2000年10月 -　2004年3月）
- ウラ関根TV（テレビ東京系） - ゲスト

### ラジオ
- 水曜JUNK コサキンDEワァオ!（TBSラジオ、2003年）